# 宮川みやび
宮川 みやび（みやかわ みやび、1999年〈平成11年〉4月15日 - ）は、日本のグラビアアイドル、タレント、配信者。山梨県出身。ミスFLASH2024グランプリ。

## 略歴
山梨県出身。高校卒業後に家族で東京に移った。大学卒業後は富山の芸能事務所にスカウトされ、北陸地方のローカルタレントとして活動。女子ハンドボールチーム・アランマーレ富山のスタジアムDJや、バスケットボールチーム・富山グラウジーズの会場レポーターなどを務める。
2020年11月11日（ポッキーの日）、ライブ配信サービスSHOWROOM にて「ポンコツ女子大生びぃちゃん」としてライバー活動をスタート、現在に至るまで数々のイベントに参加して好成績を収めた。
2021年、『週刊ヤングジャンプ』（集英社）主催「ギャルコン2021」ファイナリスト。
2021年12月31日～2022年1月1日にかけて開催された年越しイベント「SHOWROOM LIVE3 2021-2022」ではアシスタントMCを務める。
2023年3月、ニコニコプロ野球チャンネルのイメージガールに決定。同11日のDeNA-中日オープン戦にて始球式を務めた。
2023年より、ミスFLASH2024に参加。セミファイナルを3位で通過、ファイナリストとなる。2023年5月より富山県に引っ越し一人暮らしを開始。
2023年10月、SHOWROOM 「ミスFLASH2024オーディション 〜ファイナルバトル〜」では、第1位を獲得。
2023年12月、ニコニコ生放送「配信者対抗！歌枠合戦」ギフトイベント総合1位を獲得。
2024年1月、ニコニコ生放送「2024年は金ゴリラでハッピーを呼び込もう！新年開運配信祭り」ギフトイベント1位を獲得。
2024年1月16日発売の『FLASH』（光文社）にてミスFLASH2024グランプリ受賞が発表された。
同年11月1日よりbrosB&Co.を退所しフリーランスで活動。

## 人物
- 好きな食べ物はシイタケ。
- 好きな飲み物はコーヒー。
- 特技はサックス。
- 趣味は食べること。
- 猫アレルギーだが猫が大好きで、実家ではアメリカンショートヘアの「とらさん」、自宅ではブリティッシュショートヘアの「雅春（別称：まーちゃん、饅頭、ニャルガクルガ、ニャルニキ）」がいる。
- フレッシュ撮影会担当者は「迫力あるヒップに目を奪われがちですが、”人“の文字が浮かび上がる胸の谷間こそが彼女の魅力」と論じた[15]。

## 作品

### イメージビデオ
- ミスFLASH2024（2024年4月20日、ラインコミュニケーションズ）[16]
- MM（2025年2月21日、竹書房）[17][18]
- みやびのごほうび（2025年6月10日、ラインコミュニケーションズ）[19][20]

### デジタル写真集
- ミスFLASH2024 ここからだ！（2024年6月11日、光文社［FLASHデジタル写真集］、撮影：木村哲夫）共演：遠藤まめ、白石時[21]
- ミスFLASH2024 宮川みやび（2024年6月11日、光文社［FLASHデジタル写真集］、撮影：木村哲夫）[22]
- SPLASH!!（2025年1月21日、光文社［FLASHデジタル写真集］、撮影：木村哲夫）[23]
- 危険な夏（2025年7月28日、集英社［週プレ PHOTO BOOK］、撮影：佐藤裕之）[24]

### 動画
1. 1 2  宮川みやび ギャルコン2021ありらと♥ - YouTube（2021年12月27日）2024年3月18日閲覧。